# Emmanuel Arin
Emmanuel Arin, né en 1904 et mort le 25 novembre 1948 à Toulouse (Haute-Garonne), est un aviateur français.

## Carrière
Il est pilote militaire du 22 décembre 1924 au 20 septembre 1929, étant passé par l'école Blériot de Buc. Il est affecté à la chasse au 2e R.A.C. à Strasbourg fin mai 1925. 
Il est pilote de l'Aéropostale dès 1929 puis à Air France en 1933 sur la même ligne Toulouse-Barcelone-Casablanca-Dakar. Il fait partie des équipages qui convoient Jean Mermoz vers son dernier vol, entre Toulouse et Dakar. En 1944, il reprend les vols sur la France.
Il devient pilote d'essai sur les SE 161.
Le 23 novembre 1948 il fait un vol d’essai sur l'un d'eux, le F-BATM, qui vient d’être transformé en cargo, à Toulouse-Montaudran. Les commandes d’ailerons ayant été inversées par erreur, l’avion s’écrase au décollage et prend feu. L’équipage parvient à sortir de l’appareil, mais Emmanuel Arin, en sautant, tombe sur un des moteurs en feu et il meurt de ses brûlures deux jours plus tard. 

### Qualifications
- Brevet de Pilote militaire no 20576 le 24 mars 1925.
- Brevet de Pilote de transport (P.S.V) no 1245 le 21 octobre 1929.
- Brevet de Navigateur aérien no 0254 le 27 janvier 1931.
- Millionnaire en km le 17 novembre 1936.

### Honneurs rendus
- Décoré de l'Ordre d'Ouissam Alaouite Chérifien le 20 novembre 1937.
- Chevalier de la Légion d'honneur le 7 février 1938.
- Médaille d'Honneur Société d'Encouragement au Progrès le 13 février 1938.
- Médaille de l'Aéronautique le 27 novembre 1948.

À Toulouse existe une rue Emmanuel-Arin.